# Tonči Huljić & Madre Badessa band
Tonči Huljić & Madre Badessa band hrvatski je pop/etno sastav. Autorski je to projekt Tončija i Vjekoslave Huljić te Gorana Bregovića, nastao početkom 2011. godine. Svoju premijeru sastav je imao u završnoj emisiji Dore 2011., kada je izveo pjesme "Anarkišta" (s Goranom Bregovićem), "Ka hashish" te "Amerika". Pridruženi član sastava je splitski pjevač Petar Grašo.
Prvi album, Ka hashish, sastav je promovirao 2. srpnja 2011. u Splitu. Spot za pjesmu "Amerika" snimljen je krajem rujna iste godine, u režiji ekipe Gitak TV-a.
2012. objavili su CD s pjesmama TV serije "Larin izbor". Mediteranska priča o dvoje ljudi mladih iz socijalno drukčijih obitelji prožeta je snažnim glazbenim momentima autorskog dvojca, skladatelja Tončija Huljića i spisateljice Vjekoslave Huljić. Skladbe "Samo jubav ostaje (Vrime o' mižer'je)" i "Providenca" kao i neki originali i instrumentali s prethodnog albuma "Ka hashish" mogu se naći na ovom izdanju. 
Glazbu sastava piše Tonči Huljić, tekstove Vjekoslava Huljić, a aranžman i produkciju potpisuje Goran Bregović. Pjesme su pisane na starom splitskom, velovaroškom govoru.

## Članovi
- Tonči Huljić - klavir, harmonika, vokal
- Petar Grašo - vokal
- Ninoslav Ademović Ninđa - klavir, harmonika, bubanj
- Mario Bavčević - mandolina
- Jurica Rukljić - tuba[3]
- Miro Trgo - prateći vokal
- Emil Arsov- vokal[4]

## Diskografija

### Studijski albumi
- Ka hashish, Croatia Records/Tonika, 2011.
- Larin izbor, Croatia Records, 2012.
- Panika, Croatia Records, 2014.

## Vanjske poveznice
- Profil na stranici Croatia Recordsa